# Jacques Chambon (anthologiste)
Pour les articles homonymes, voir Jacques Chambon et Chambon.
Jacques Chambon, né le 9 octobre 1942 et mort le 16 avril 2003 , est un enseignant, critique littéraire, anthologiste, éditeur, directeur littéraire, éditorialiste, traducteur et préfacier français spécialisé dans la littérature de science-fiction et dans une moindre mesure en fantasy et fantastique.

## Biographie
Jacques Chambon naît en 1942 en Corrèze.
Après l'obtention du baccalauréat, il suit le cursus des classes préparatoires littéraires à l'université de Clermont-Ferrand. Il commence à écrire dans le fanzine Mercury de Jean-Pierre Fontana. Remarqué en 1966 par Alain Dorémieux, alors rédacteur en chef de Fiction, il écrit des critiques et quelques nouvelles pour lui. 
Il est reçu à l'agrégation de lettres classiques en 1967.
Il enseigne deux ans en France puis va enseigner au lycée français de Londres.
Jacques Chambon traduit divers auteurs de science-fiction britanniques ou américains en français.
En 1971, il part enseigner au Liban, où il prépare un numéro spécial de Fiction, intitulé Nouveaux mondes de la SF, paru en 1973.
Il revient à Londres en 1974, où il publie en 1977 une nouvelle anthologie, Eros au futur (1977).
Il va ensuite enseigner en Italie, à Milan, à l'Institut catholique. Il y débute en 1980 une collaboration au Magazine littéraire qui durera jusqu'en 1986. Il s'essaie à la traduction de divers auteurs célèbres.
Il revient en France en 1986, et enseigne au lycée Victor-Duruy. 
On lui propose alors de succéder à Élisabeth Gille à la direction de la collection Présence du futur chez Denoël. Devenu directeur de collection et éditeur, il fait publier environ trois cents ouvrages dans trois collections : Présence du futur, Présence du fantastique, Présences. Il quitte la direction de la collection en 1998. Deux ans après, la collection Présence du futur cesse de faire paraître de nouveaux titres.
Peu après, il prend la direction de la collection Imagine chez Flammarion, où il fait publier de nombreux écrivains, et où il édite l'intégrale des nouvelles de Robert Silverberg et de Richard Matheson. 
En 2002, il prend sa retraite d'enseignant du secondaire.
Il décède le 16 avril 2003 à Marcillac-la-Croisille en Corrèze, à l'âge de 60 ans.
En 2003, la revue Galaxies publie un Hommage à Jacques Chambon.
En 2004, le Prix de la traduction du Grand prix de l'Imaginaire est renommé Prix Jacques Chambon en sa mémoire.

## Anthologiste
- Fiction spécial n° 22 : Nouveaux mondes de la science-fiction, 1973
- Trips (Robert Silverberg), 1976
- Fiction spécial n° 27 : Eros au futur, 1977
- Après nous le délire, 1977
- Bateaux ivres au fil du temps, 1978
- Dans la cité future, 1979
- Le Livre d'or de la science-fiction : Jack Vance, 1980
- Le Livre d'or de la science-fiction : Philip José Farmer, 1980
- Un brin de belladone (Robert Bloch), 1983
- Le Livre d'or de la science-fiction : Alfred Bester, 1986
- Frère de la chauve-souris (Robert Bloch), 1992
- Destination 3001, 2000Anthologie codirigée avec Robert Silverberg en hommage à Stanley Kubrick
- Étonnants Voyageurs - Utopies S.F., 2000

## Traducteur
Il a traduit environ 220 nouvelles américaines ou britanniques de littérature de science-fiction. Il est connu aussi pour avoir révisé la quasi-intégralité des nouvelles traduites en français de Ray Bradbury, de Richard Matheson et de Robert Silverberg.

## Œuvre personnelle
Deux nouvelles de Jacques Chambon sont parues sous le pseudonyme de George Killian :
- Echos, 1991
- Ce que vivent les roses, 1993

Quatre nouvelles de Jacques Chambon sont parues sous son nom :
- La Colonne, 1965
- La Sonate au désert, 1965
- …ton corps ne soit que roses, 2012

Un poème de Jacques Chambon est paru sous son nom :
- Dick déclik, 1992